# Esquerda Asturiana
Izquierda Asturiana (IAS), na tradução portuguesa Esquerda Asturiana, é um partido político de esquerda repúblicana, socialista, ecologista e soberanista asturiano.
O partido foi formado no ano de 1992, por ex-militantes da Unidade Nacionalista Asturiana que não estava de acordo com a linha política da formação. No Encontro Nacional, celebrado entre Dezembro de 1994 e Janeiro de 1995, deram-se os primeiros passos para a constituição do partido e aprovaram-se firmas bases ideológicas. Até agora nunca contou com a representação na Junta Geral do Principado das Astúrias.

## Ligações
- Pagina oficial de Izquierda Asturiana (IAS)